# Bartolomeu Fernandes de Faria
Bartolomeu Fernandes de Faria (São Paulo dos Campos de Piratininga, 1640 — Capitania da Baía de Todos os Santos, c. 1721) foi um bandeirante e fazendeiro paulista. Foi um dos homens mais violentos de seu tempo, distinguindo-se como um bandeirante ousado. Foi eleito líder durante a Revolta Paulista em 1683. Exerceu o cargo de Juiz ordinário e de órfãos em São Paulo dos Campos de Piratininga, em 1696.
Em 1710, residindo em sua fortaleza na fazenda Angola na Vila de Jacareí, liderou o evento conhecido como a Revolta do Sal, que consistiu num levante contra os comerciantes monopolistas do sal da vila de Santos. Esse gesto, que alarmou profundamente os moradores do litoral, foi admirado e bendito pelo povo explorado de serra acima.

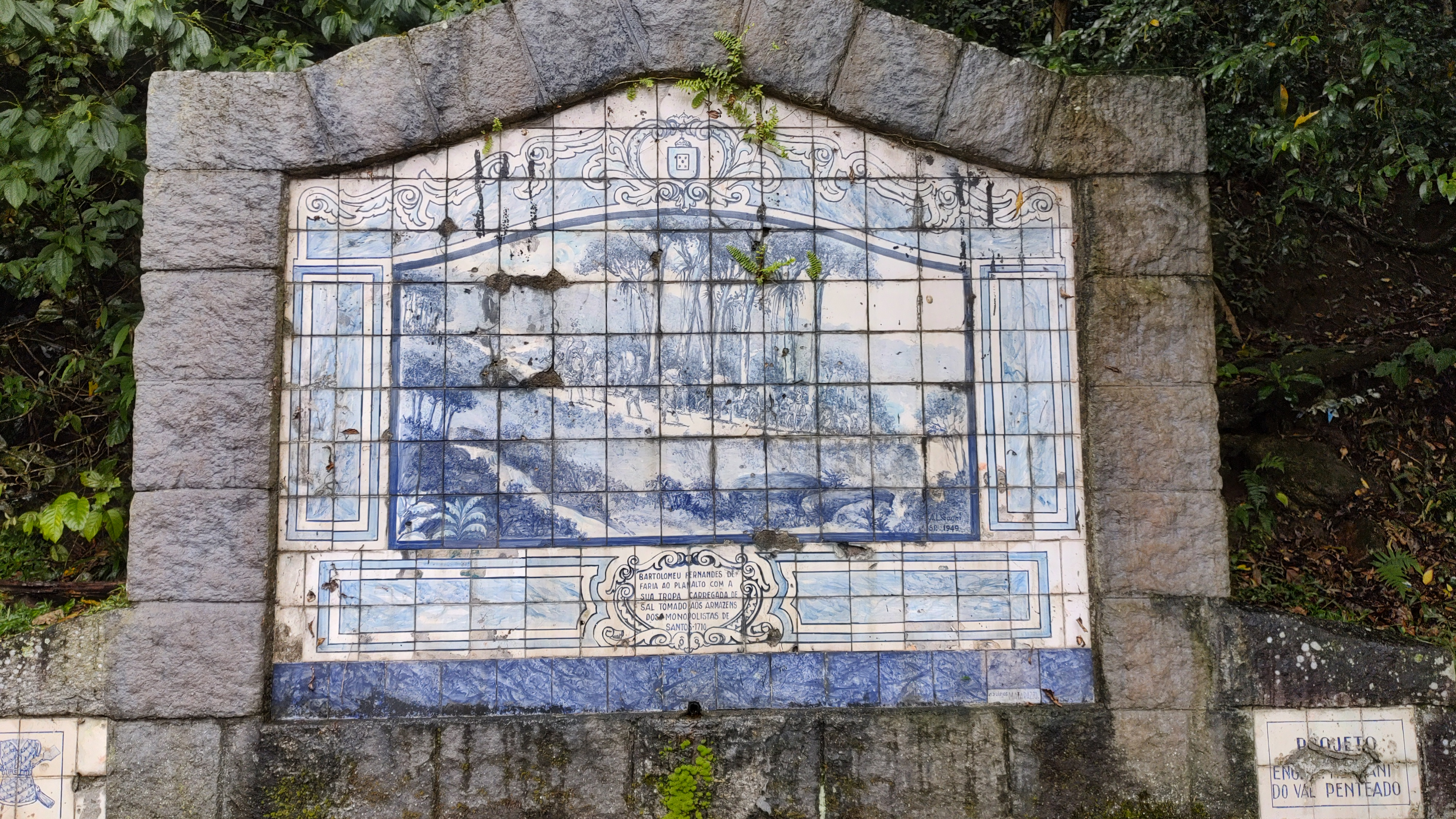
Antiga fonte com mural em azulejos de A. L. Gagni - S.P. 1949, onde se lê: "Bartolomeu Fernandes de Faria ao Planalto com a sua tropa carregada de sal tomado aos armazéns dos monopolistas de Santos-1710".

Foi preso aos 80 anos de idade quando refugiava-se nos arredores de Conceição do Itanhaém em razão não apenas do saque a Santos, mas também acusado de ser causador de numerosas mortes em várias épocas de sua vida. Remetido a Baía para julgamento, vítima de varíola, morreu recluso e em extrema miséria antes de ser condenado. Seu enterro foi custeado por inúmeras doações de populares, o que mostra o quanto era querido por seu feito.